# Gangneung Curling Centre
Das Gangneung Curling Centre ist ein Curling-Stadion mit einer Kapazität von 3.000 Plätzen. Es befindet sich in Gangneung (Südkorea) und wurde im Jahr 1998 eröffnet. 2017 war es Spielstätte der Rollstuhlcurling-Weltmeisterschaft. Die Wettkämpfe im Curling bei den Olympischen Winterspielen 2018 und den Winter-Paralympics 2018 wurden in diesem Stadion ausgetragen.